# Patagonophorus murinus
Patagonophorus murinus är en fjärilsart som beskrevs av Cees Gielis 1991. Patagonophorus murinus ingår i släktet Patagonophorus och familjen fjädermott. Inga underarter finns listade i Catalogue of Life.

## Bildgalleri

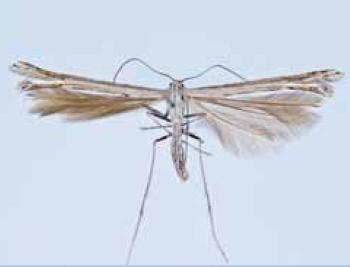